# John Crutcher
John William Crutcher (Ensign, Kansas, 1916. december 19. – Jefferson, Észak-Karolina, 2017. március 13.) amerikai politikus, Kansas kormányzóhelyettese (1965–1969).

## Élete
1940-ben a kansasi egyetemen diplomázott. 1953 és 1957 között a Kansasi Szenátusban tevékenykedett. Kansas 35. kormányzóhelyettese volt 1965 és 1969 között. 1982 és 1993 a Postaforgalmi Bizottság (Postal Rate Commission) biztosa és a National Transportation Policy Study Commission tagja volt.